# دهستان سرپنیران
دهستان سرپنیران نام دهستانی در بخش مرکزی شهرستان پاسارگاد، استان فارس در ایران است. براساس سرشماری مرکز آمار ایران در سال ۱۳۹۰، جمعیت آن ۱۸۵۷ نفر (۴۷۵ خانوار) بوده‌است.

## ساکنین
این دهستان از چندین روستا تشکیل شده‌است ۹۵٪ این دهستان فارس هستند و عده ایی عرب خمسه ساکن آن هستند. شغل اصلی ساکنان آن کشاورزی، دامداری، و کامیون‌داری می باشدهمچنین بسیاری از ساکنان با تحصیلات عالی به شهرها مهاجرت نموده و در ارگان‌های مختلف مشغول به کار می‌باشند. بسیاری از ساکنان این دهستان به شهرهای قادرآباد، سعادت شهر، ارسنجان، مرودشت و شیراز مهاجرت نموده‌اند. مرکز این دهستان روستای نعیم آباد می‌باشد

## روستاها
اسامی روستاهای این دهستان عبارت از گمبکان (جلدک)، نعیم‌آباد، کته میان، احمدآباد، نجمکان، نجم‌آباد، منصوری، مهرآباد، مبارک‌آباد، کتوری، بهرام آباد، شهرک وحدت، حسین‌آباد، علی‌آباد، حمید آباد، رضاآباد، نجف آباد و رکن آباد می‌باشد

## محصولات کشاورزی

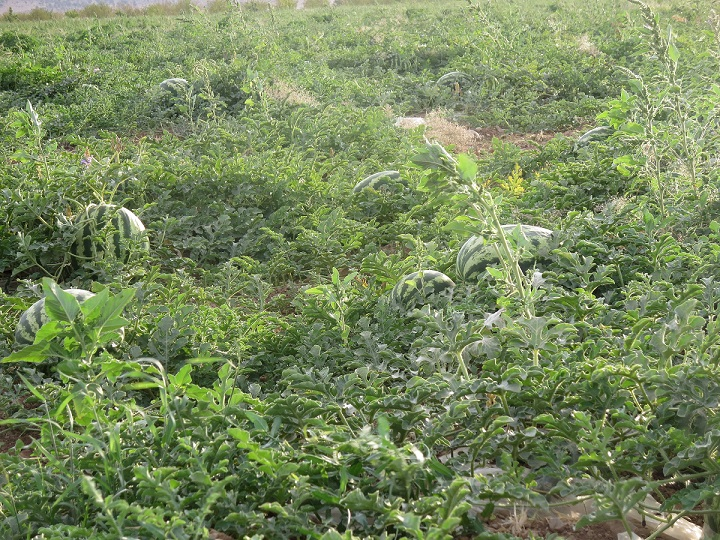
مزرع هندوانه

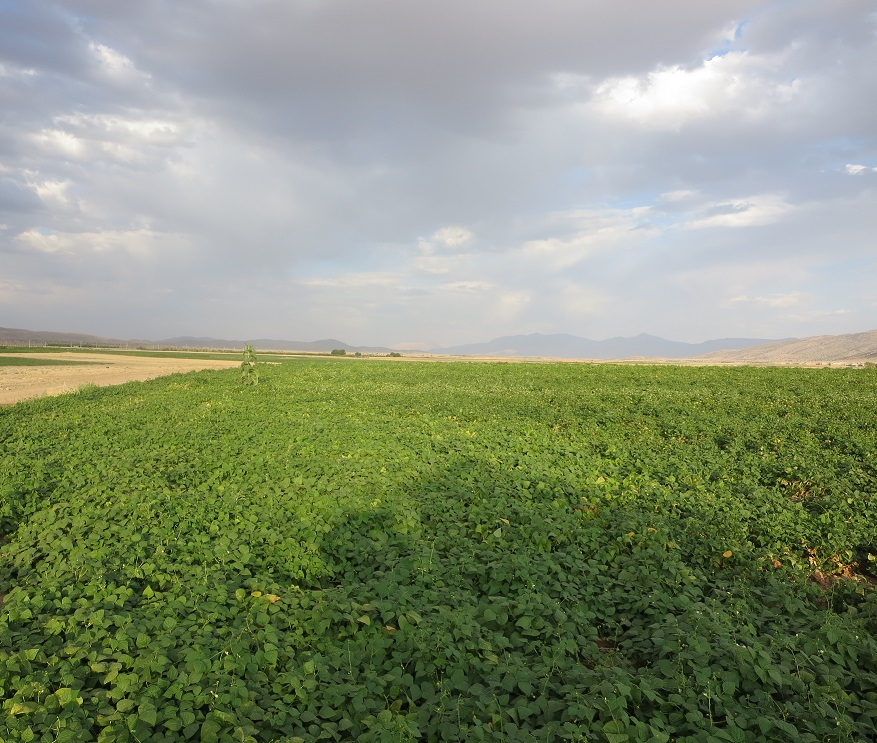
مزرعه لوبیا

- غلات (جو و گندم)
- حبوبات (نخود، لوبیا، عدس)
- هندوانه، گوجه فرنگی، خیارسبز و…

## مکان‌های تفریحی زیارتی
در این دهستان قنات‌های بسیاری جاری بوده‌است که مکان‌های زیبا با آب بسیار گوارا بوده‌اند لیکن به علت خشکسالی‌های اخیر اکثر آنها کاملاً خشک شده‌اند از مکان‌های زیبای آن کوه‌های سرسبز این دهستان در فصل بهار همچنین مکان زیارتی امامزاده سلطان سید حمید و سد تأخیری سرپنیران در هنگام آبگیری را می‌توان اشاره کرد